# フィリップ・デゲン
フィリップ・デゲン（Philipp Degen, 1983年2月15日 - ）は、スイス・リースタル出身の元同国代表サッカー選手、サッカー代理人。現役時代のポジションはディフェンダー（右サイドバック）。

## 経歴
双子の兄のダヴィド・デゲンと共に2006 FIFAワールドカップのメンバーに選ばれている。
2008-09シーズン夏季移籍期間に、ボルシア・ドルトムントからリヴァプールFCへの移籍が決定した。移籍金などの詳細な契約内容は不明
。
しかしリヴァプールでは満足な出場機会に恵まれず、2010-11シーズン開幕前にVfBシュトゥットガルトへ買取オプション付きで期限付き移籍し、2シーズンぶりにドイツ復帰を果たした。
しかしシュトゥットガルトでの出場は5試合に留まり、さらにチームが低迷したこともありシュトゥットガルトによる買取オプションは行使されず2011年6月30日にリヴァプールへ復帰することになったが、契約は更新されず退団した。
11月に古巣のFCバーゼルに復帰した。
キャリアを通して右肩の負傷に悩まされてきたが、2015-16シーズンには同箇所の手術を要する負傷をしたことにより同シーズン限りで現役を引退した。
引退後はSBE Management AGという選手エージェンシーを設立してCEOを務めている。

## 所属クラブ
- FCバーゼル 2001-2005

→ FCアーラウ 2002-2003 (loan)
- ボルシア・ドルトムント 2005-2008
- リヴァプールFC 2008-2011

→ VfBシュトゥットガルト 2010-2011 (loan)
- FCバーゼル 2011.11-2016

## 代表歴

### 出場大会
- スイス代表
  - 2006 FIFAワールドカップ

### 試合数
- 国際Aマッチ 32試合 0得点（2005年-2009年）[10]

| スイス代表 | 国際Aマッチ | 国際Aマッチ |
| 年         | 出場        | 得点        |
| ---------- | ----------- | ----------- |
| 2005       | 11          | 0           |
| 2006       | 12          | 0           |
| 2007       | 6           | 0           |
| 2008       | 1           | 0           |
| 2009       | 2           | 0           |
| 通算       | 32          | 0           |

## タイトル
クラブ
FCバーゼル
- スーパーリーグ 2001-02, 2003-04, 2004-05, 2011-12, 2012-13, 2013-14, 2014-15, 2015-16
- スイスカップ 2002-03, 2011-12
- ウーレンカップ（英語版） : 2013